# Sources de Belleville
 (juillet 2024).
Si vous disposez d'ouvrages ou d'articles de référence ou si vous connaissez des sites web de qualité traitant du thème abordé ici, merci de compléter l'article en donnant les références utiles à sa vérifiabilité et en les liant à la section « Notes et références ».

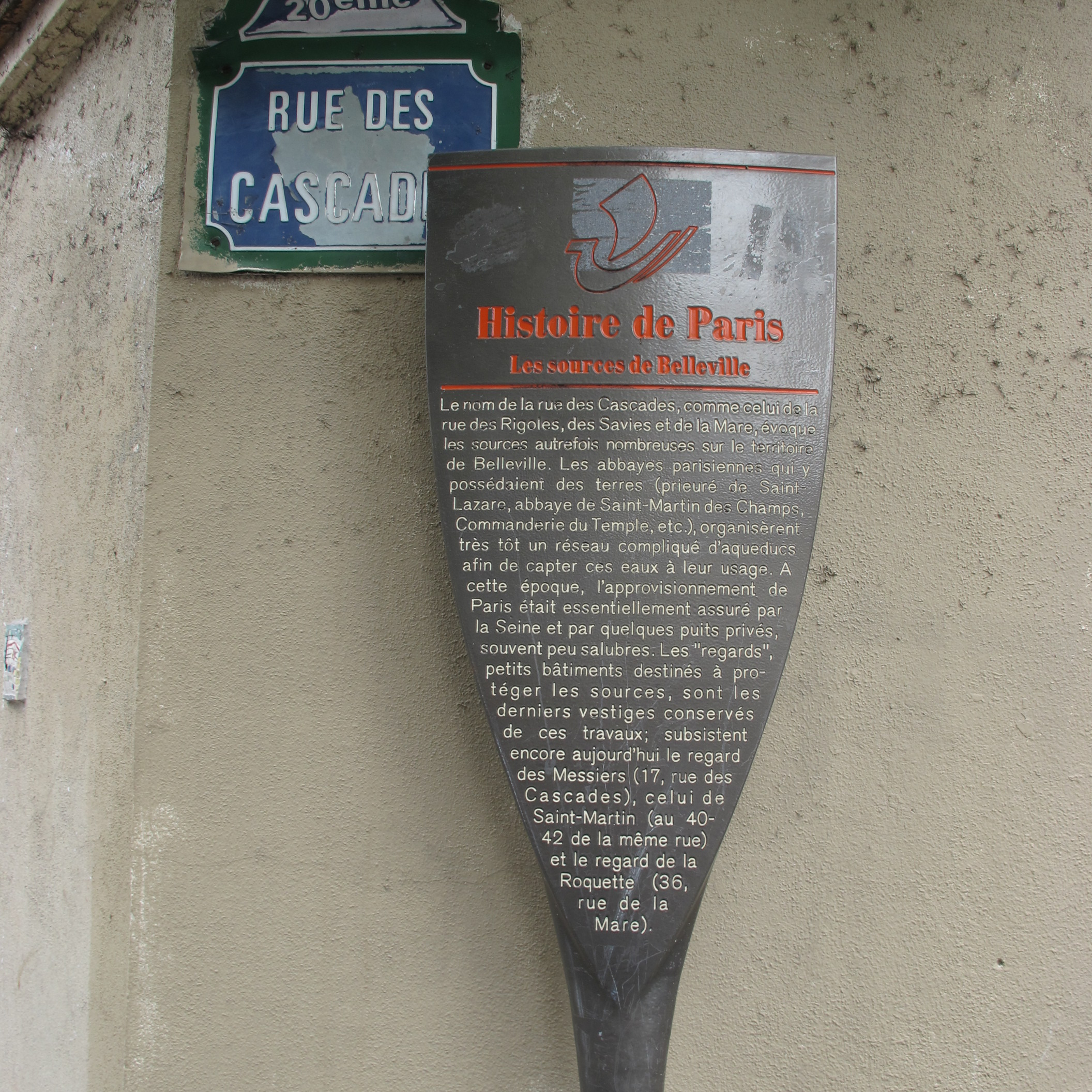
Panneau Histoire de Paris Sources de Belleville.

Les sources de Belleville sont des sources d'eau situées sur les collines de Belleville, de Ménilmontant. et du Pré-Saint-Gervais, en France.
Les sources de Belleville sont connues depuis les Romains qui les captent, à partir du IIe siècle, sur les collines de Belleville, de Ménilmontant et du Pré-Saint-Gervais (situées entre 100 et 130 m au-dessus du reste de la ville) avec des drains de pierre enterrés. Ces canalisations ont disparu lors des invasions barbares. 
Autour de l'an 1000, les moines de Saint-Martin-des-Champs construisent un nouvel aqueduc aboutissant à Ménilmontant dans un bassin de réception protégé dont le regard Saint-Martin est peut-être[évasif] le seul vestige. Cet aqueduc dit de Savies perdure jusqu'au XVIIIe siècle. 
Au XIIe siècle, les moines de Saint-Lazare construisent l'aqueduc du Pré-Saint-Gervais, qui est racheté par la ville de Paris en 1364 pour alimenter les fontaines de la rive droite de la Seine comme la fontaine des Halles (ou fontaine du Pilori), la fontaine des Innocents et la fontaine Maubuée (ou fontaine de la mauvaise lessive). 
Le roi Philippe Auguste (1180-1223) fait édifier un troisième aqueduc dit de Belleville. 
Ces trois aqueducs alimentent les Parisiens de la rive droite pendant cinq siècles. 
Le quartier de Belleville garde encore plusieurs noms de rues relatifs à ces aqueducs : rue des Cascades, impasse et rue de la Mare, rue des Rigoles, toutes situées dans le 20e arrondissement. Dans le même arrondissement, une place est nommée en référence à ces sources : place des Sources-du-Nord.